# Sárszentágota
Sárszentágota es un pueblo del condado de Fejér, Hungría.
Sárszentágota tiene un total de 1 308 habitantes en 2024. Se encuentra en el condado de Fejér, al este del lago Balaton y al oeste del río Danubio. El bosque, gestionado por el ayuntamiento, alberga diversos animales, como zorros, ciervos y más de 150 especies diferentes de aves.